# فسفوفروکتوکیناز-۱
آنزیم فسفوفروکتوکیناز-۱ (پی‌اف‌کِی-۱) یکی از آنزیم‌های مسیر امبدن - میرهوف در فروگشت گلوکز است. این آنزیم با نقش تنظیمی خود، یکی از آنزیم‌های کلیدی این مسیر است. فروکتوز ۲،۶-بیس‌فسفات موجب فعال شدن آنزیم فسفوفروکتوکیناز-۱ میشود.